# Ippolito Aldobrandini (1592-1638)
Ippolito Aldobrandini (Roma, 30 de setembro de 1592 - Roma, 19 de julho de 1638) foi um cardeal do século XVII

## Biografia
Nasceu em Roma em 1596. Filho de Gianfrancesco Aldobrandini, príncipe de Rossano, e Olimpia di Pietro. Sobrinho-neto do Papa Clemente VIII (1592-1605); e do cardeal Giovanni Aldobrandini (1570). Sobrinho dos cardeais Pietro Aldobrandini (1593) e Cinzio Passeri Aldobrandini (1593). Irmão do Cardeal Silvestro Aldobrandini, OSIo.Hier. (1603). Outros cardeais da família foram Baccio Aldobrandini (1652); e Alessandro Aldobrandini (1730).
Preboste de S. Michele, Parma, 15 de março de 1621.
Criado cardeal diácono no consistório de 19 de abril de 1621; recebeu o chapéu vermelho e a diaconia de S. Maria Nuova, 17 de maio de 1621.
Foi ordenado sacerdote em 8 de dezembro de 1621, na igreja de S. Domenico do mosteiro de Monte Magnanapoli, em Roma, pelo cardeal Ottavio Bandini. Abade de S. Angelo di Procida, Nápoles, 18 de fevereiro de 1622. Abade de S. Maria della Gironda, Bozzoli, Cremona, 14 de setembro de 1622. Participou do conclave de 1623, que elegeu o Papa Urbano VIII. Camerlengo da Santa Igreja Romana, 7 de junho de 1623 até sua morte. Optou pela diaconia de S. Ângelo em Pescheria, a 16 de março de 1626. Optou pela diaconia de S. Eustáquio, a 6 de fevereiro de 1634.
Morreu em Roma em 19 de julho de 1638, perto do meio-dia, em sua residência romana; sofreu de uma febre contínua por 11 dias. O funeral ocorreu em 21 de julho de 1638 na basílica de Ss. XII Apostoli e à noite foi transferido e sepultado na capela de sua família na igreja de S. Maria sopra Minerva, Roma.